# Rolland Todd
Rolland Todd, né le 26 avril 1934, à Porterville, en Californie, est un ancien joueur et entraîneur américain de basket-ball. Il évolue au poste d'arrière. Il est le premier entraîneur de l'histoire des Trail Blazers de Portland.